# Honky Cat
Singles de Elton John
Rocket Man
(1972) Crocodile Rock
(1972)
Honky Cat est un single d'Elton John paru en 1972 et issu de son album Honky Château.
La chanson atteint la 8e position du Billboard Hot 100.